# São Luís do Quitunde
São Luís do Quitunde é um município brasileiro do estado de Alagoas.

## História
A cidade de São Luís do Quitunde foi originada de uma pequena aldeia indígena, descoberta em 1624 pelo holandês Albert Sourth.
Os holandeses, quando estiveram em São Luís do Quitunde, ergueram um forte à margem do rio Sauassuí (atual rio Paripueira) e ainda um canal revestido de ladrilhos, para escoar a madeira.
A intensificação do povoamento se deu por volta de 1870, quando surge o comércio no Engenho Castanha Grande. O engenho pertencia ao major Manoel Cavalcante, que doou a seu filho, Joaquim Machado Cavalcante, as terras do Engenho Quitunde, onde foi fundado o povoado e para onde transferiu a estrutura do Engenho Castanha Grande.
O comércio do açúcar desenvolveu o povoado e mais casas comerciais foram surgindo.
Elevado à condição de município com o nome de São Luís do Quitunde (lei estadual nº 15, de 16 de maio de 1892) em 1892, desmembrada de Passo de Camaragibe. Quitunde era o nome do Engenho e São Luís foi uma homenagem ao rei Luís da França.

## Geografia
Sua população estimada em 2014 é 34.436 habitantes (Fonte: IBGE). Distância 52 km de Maceió pela rodovia AL-101 e AL-413.
Possui belos campos verdes junto a um pequeno rio que passa pela cidade.
Segundo dados da estação automática do Instituto Nacional de Meteorologia (INMET) no município, em operação desde setembro de 2008, a menor temperatura registrada em São Luís do Quitunde foi de 16,2 °C em 12 de agosto de 2016 e 14 de julho de 2018 e a maior atingiu 37,3 °C em 26 de novembro de 2015. O maior acumulado de precipitação em 24 horas foi de O maior acumulado de precipitação em 24 horas chegou a 185,8 milímetros (mm) em 30 de março de 2016. Outros grandes acumulados iguais ou superiores a 100 mm foram: 140,4 mm em 29 de abril de 2011, 128,8 mm em 05 de junho de 2010, 115,2 mm em 5 de maio de 2011, 113 mm em 21 de maio de 2017, 110,4 mm em 24 de maio de 2011, 108,6 mm em 25 de maio de 2017 e 102,2 mm em 29 de junho de 2015. A rajada de vento mais forte alcançou 16,7 m/s (60,1 km/h) em 23 de outubro de 2008. O menor índice de umidade relativa do ar ocorreu na tarde de 26 de novembro de 2011, de 28%.
| Dados climatológicos para São Luís do Quitunde                                                   | Dados climatológicos para São Luís do Quitunde | Dados climatológicos para São Luís do Quitunde | Dados climatológicos para São Luís do Quitunde | Dados climatológicos para São Luís do Quitunde | Dados climatológicos para São Luís do Quitunde | Dados climatológicos para São Luís do Quitunde | Dados climatológicos para São Luís do Quitunde | Dados climatológicos para São Luís do Quitunde | Dados climatológicos para São Luís do Quitunde | Dados climatológicos para São Luís do Quitunde | Dados climatológicos para São Luís do Quitunde | Dados climatológicos para São Luís do Quitunde | Dados climatológicos para São Luís do Quitunde |
| Mês                                                                                              | Jan                                            | Fev                                            | Mar                                            | Abr                                            | Mai                                            | Jun                                            | Jul                                            | Ago                                            | Set                                            | Out                                            | Nov                                            | Dez                                            | Ano                                            |
| ------------------------------------------------------------------------------------------------ | ---------------------------------------------- | ---------------------------------------------- | ---------------------------------------------- | ---------------------------------------------- | ---------------------------------------------- | ---------------------------------------------- | ---------------------------------------------- | ---------------------------------------------- | ---------------------------------------------- | ---------------------------------------------- | ---------------------------------------------- | ---------------------------------------------- | ---------------------------------------------- |
| Temperatura máxima recorde (°C)                                                                  | 36,1                                           | 34,5                                           | 36,9                                           | 36,6                                           | 34,7                                           | 31,6                                           | 31,7                                           | 31,3                                           | 32,7                                           | 34,9                                           | 37,3                                           | 36,2                                           | 37,3                                           |
| Temperatura mínima recorde (°C)                                                                  | 19,2                                           | 19,9                                           | 19,5                                           | 16,8                                           | 18,3                                           | 17,5                                           | 16,2                                           | 16,2                                           | 17,4                                           | 17,9                                           | 18,5                                           | 19,1                                           | 16,2                                           |
| Fonte: Instituto Nacional de Meteorologia (INMET) (recordes de temperatura: 08/09/2008-presente) |                                                |                                                |                                                |                                                |                                                |                                                |                                                |                                                |                                                |                                                |                                                |                                                |                                                |

## Economia
Sua principal atividade econômica é o plantio de cana de açúcar, o comércio e a bubalinocultura (criação de búfalos).

## Folclore da região
As principais representações folclóricas são pastoril, cavalhada, banda de pífanos, cocos-de-roda, capoeira, baianas e quadrilhas juninas.

## Artesanato
A produção de artesanato de São Luís do Quitunde é composta de cestas, sacolas, chapéus, esteiras, vassouras, baús, trançados, trabalhos de palha, utensílios de barro (potes, panelas, vasos, etc), entre outros.